# Universo di Grothendieck
In matematica, in particolare in teoria assiomatica degli insiemi, un universo di Grothendieck è un insieme U tale che:
1. Se x è un elemento di U e y è un elemento di x allora anche y è un elemento di U.
2. Se x e y sono elementi di U allora {x,y} è un elemento di U.
3. Se x è un elemento di U, allora P(x), l'insieme delle parti di x, è un elemento di U.
4. Se x è un elemento di U allora l'unione {\displaystyle \bigcup x} è un elemento di U.

Un universo di Grothendieck è un insieme in cui tutte le operazioni insiemistiche possono essere eseguite (Infatti un universo di Grothendieck non numerabile fornisce un modello di teoria degli insiemi con la naturale relazione di appartenenza ∈).  Per esempio, proviamo la seguente proposizione:
Proposizione 1.
Se {\displaystyle x\in U} e {\displaystyle y\subseteq x} allora {\displaystyle y\in U}.
Dimostrazione.
{\displaystyle y\in P(x)}  poiché {\displaystyle y\subseteq x}. {\displaystyle P(x)\in U} poiché {\displaystyle x\in U}, quindi {\displaystyle y\in U}.
In maniera simile si prova che ogni universo di Grothendieck U contiene:
- Tutti i singoletti di ognuno dei suoi elementi,
- Tutti i prodotti di tutte le famiglie di elementi di U indicizzate da elementi di U,
- Tutte le unioni disgiunte di famiglie di elementi di U indicizzate da elementi di U,
- Tutte le intersezioni di tutte le famiglie di elementi di U indicizzate da elementi di U,
- Tutte le funzioni tra due elementi di U, e
- Tutti i sottoinsiemi di U la cui cardinalità è un elemento di U.

L'idea degli universi è dovuta ad Alexander Grothendieck, che la usò come metodo per evitare le  classi in geometria algebrica.